# 25 mai 1959
Le lundi 25 mai 1959 est le 145e jour de l'année 1959.

## Naissances
- Bernard Boileau, joueur de tennis belge ;
- Judit Forgács, athlète hongroise ;
- Vladimír Franz
- Greet Hellemans, rameuse néerlandaise ;
- Tomislav Karamarko, homme politique croate ;
- Manólis Kefaloyiánnis, homme politique grec ;
- Innocenzo Leontini, politicien italien ;
- Ronit Matalon (morte le 8 décembre 2017), écrivaine israélienne ;
- Patrick Ouart, magistrat et homme d'affaires français ;
- Noël Tosi, footballeur et entraîneur français ;
- Omar Tourmanaouli (mort le 23 mars 2019), écrivain géorgien ;
- Rick Wamsley, joueur et entraîneur de hockey sur glace canadien.

## Décès
- Andrew Loomis (né le 1er janvier 1892), artiste américain.